# U-plasminogeni aktivator
U-plasminogeni aktivator (EC 3.4.21.73, urokinaza, urinarni plazminogenski aktivator, ćelijski plazminogenski aktivator, urokinazni-tip plazminogenskog aktivatora, dvolančani urokinazni-tip plazminogenskog aktivatora, dvolančani urokinazni-tip plazminogenskog aktivatora, urokinazni plazminogenski aktivator, uPA, u-PA, abokinaza, urinarna esteraza A) je enzim. Ovaj enzim katalizuje sledeću hemijsku reakciju
Specifično razlaganje Arg-Val veze u plasminogenu čime se formira plazmin
Ovaj enzim se formira iz neaktivnog prekurzora posredstvom plazmina ili kalikreina plazme.

## Spoljašnje veze
- U-plasminogen+activator на 